# Équipe de Zambie féminine de football
Cet article traite de l'équipe féminine. Pour l'équipe masculine, voir Équipe de Zambie de football.
Maillots
L'équipe de Zambie féminine de football est l'équipe nationale qui représente la Zambie dans les compétitions internationales de football féminin. Elle est gérée par la Fédération de Zambie de football.
Son premier match officiel a lieu en 1994, à l'occasion du Championnat d'Afrique féminin de football 1995. La sélection participe à sa première phase finale de Coupe du monde en 2023 et participe à ses premiers Jeux olympiques lors des Jeux olympiques d'été de 2020. Les Zambiennes sont troisièmes de la Coupe d'Afrique des nations féminine de football 2022.
Elles remportent le Championnat féminin du COSAFA en 2022, sont finalistes en 2019 et terminent troisièmes en 2002, en 2006, en 2017 et en 2021 et 2023.

## Palmarès

### Parcours enCoupe du monde
| Édition | Performance   | J | V | N | D | Bp | Bc |
| ------- | ------------- | - | - | - | - | -- | -- |
| 1991    | Non qualifiée | - | - | - | - | -  | -  |
| 1995    | Non qualifiée | - | - | - | - | -  | -  |
| 1999    | Non qualifiée | - | - | - | - | -  | -  |
| 2003    | Non qualifiée | - | - | - | - | -  | -  |
| 2007    | Non qualifiée | - | - | - | - | -  | -  |
| 2011    | Non qualifiée | - | - | - | - | -  | -  |
| 2015    | Non qualifiée | - | - | - | - | -  | -  |
| 2019    | Non qualifiée | - | - | - | - | -  | -  |
| 2023    | 1er tour      | 3 | 1 | 0 | 2 | 3  | 11 |
| 2027    | À venir       | - | - | - | - | -  | -  |
| Total   | 1/9           | 3 | 1 | 0 | 2 | 3  | 11 |

### Parcours auxJeux olympiques d'été
- 1996 : Non qualifiée
- 2000 : Non inscrite
- 2004 : Non inscrite
- 2008 : Non inscrite
- 2012 : Non qualifiée
- 2016 : Non qualifiée
- 2020 : 1er tour
- 2024 : 1er tour
- 2028 : À venir
- 2032 : À venir

### Coupe d'Afrique des nations
- 1991 : Retrait
- 1995 : Quart de finale
- 1998 : Non inscrite
- 2000 : Non inscrite
- 2002 : Non qualifiée
- 2004 : Non inscrite
- 2006 : Non qualifiée
- 2008 : Non qualifiée
- 2010 : Non inscrite
- 2012 : Non qualifiée
- 2014 : 1er tour
- 2016 : Non qualifiée
- 2018 : 1er tour
- 2022 :  3e
- 2024 : Quart de finale

## Classement FIFA
| Année              | 2003 | 2004 | 2005 | 2006 | 2007 | 2008 | 2009 | 2010 | 2011 | 2012 | 2013 | 2014 | 2015 | 2016 | 2017 | 2018 | 2019 | 2020 | 2021 | 2022 | 2023 |
| ------------------ | ---- | ---- | ---- | ---- | ---- | ---- | ---- | ---- | ---- | ---- | ---- | ---- | ---- | ---- | ---- | ---- | ---- | ---- | ---- | ---- | ---- |
| Classement mondial | 106  | 113  | 113  | 126  | 117  | 110  | 92   | 122  | 125  | 119  | 105  | 114  | 121  | 111  | 96   | 114  | 106  | 95   | 98   | 81   | 70   |